# Anolis alvarezdeltoroi
Anolis alvarezdeltoroi (аноліс Альвареса дель Торо) — вид ігуаноподібних ящірок родини анолісових (Dactyloidae). Ендемік Мексики. Вид названий на честь мексиканського натураліста Мігеля Альвареса дель Торо.

## Поширення і екологія
Аноліси Альвареса дель Торо мешкають на заході мексиканського штату Чіапас. Вони живуть у вічнозелених тропічних лісах.